# Gwajafenezyna
Gwajafenezyna (łac. Guaifenesinum) – organiczny związek chemiczny, pochodna gwajakolu, w której fenolowa grupa hydroksylowa gwajakolu połączona jest wiązaniem eterowym z pierwszorzędową grupą hydroksylową gliceryny. Stosowana jako lek ułatwiający odkrztuszanie

## Działanie
Gwajafenezyna po podaniu doustnym wchłania się z przewodu pokarmowego i wydziela przez drogi oddechowe. Drażni błony śluzowe oskrzeli i działa odruchowo sekretolitycznie. Zmniejsza lepkość wydzieliny i łagodzi kaszel. Forma eteru glicerynowego gwajakolu została zastosowana aby zmniejszyć działanie drażniące gwajakolu na błonę śluzową żołądka. Gwajafenezyna wywiera depresyjny wpływ na OUN, działając uspokajająco i ułatwia zasypianie. W większych dawkach zmniejsza wzmożone napięcie mięśni szkieletowych, porażając interneurony w rdzeniu kręgowym - działanie to trwa do 30 minut.

## Dawkowanie
Zalecana dzienna dawka syropu o stężeniu 125 mg/ml:
- Dorośli i młodzież powyżej 12 lat: 3–4 × 15 ml
- Dzieci w wieku 6–12 lat: 3–4 × 5 ml
- Dzieci do 6 lat: nie stosować

## Wskazania
- kaszel mokry występujący w:
  - astmie
  - grypie
  - zapaleniu oskrzeli

## Przeciwwskazania
Przeciwwskazaniem do stosowania leku jest nadwrażliwość na jego składniki. Ponadto, w przypadku syropu zawierającego etanol, nie należy go podawać osobom, które nie powinny spożywać nawet małych ilości alkoholu.

## Działania niepożądane
- bóle brzucha
- nudności
- wymioty
- biegunka
- bóle i zawroty głowy
- skórne reakcje alergiczne

## Preparaty dostępne w Polsce
Preparaty proste:
- Guajazyl – syrop

Preparaty złożone:
- Baladex – syrop (gwajafenezyna + teofilina)[8]
- Grypolek – tabletki (dekstrometorfan + gwajafenezyna + paracetamol + pseudoefedryna)[9]
- Coldrex Muco Grip, Theraflu Total Grip, Vicks AntiGrip Complex – proszki do sporządzania roztworu doustnego; Theraflu Total Grip – kapsułki (gwajafenezyna + paracetamol + fenylefryna)[10]